# Birmingham Squadron
Birmingham Squadron is een Amerikaanse basketbalclub uit Birmingham die uitkomt in de NBA G League.

## Geschiedenis
Al in 2018 waren er plannen van de New Orleans Pelicans om een NBA G-basketbalclub op te richten. Tijdens de renovatie van de Legacy Arena verbonden ze zich tijdelijk aan de Erie BayHawks. In 2021 waren de renovaties klaar en werd de club uit Erie verplaatst naar Birmingham. Hoofdcoach bleef Ryan Pannone die ook Erie geleid had. In hun eerste seizoen haalde de club de play-offs maar verloren in de kwartfinale van de Texas Legends. Na een seizoen werd hij vervangen door zijn assistent-coach T.J. Saint nadat Pannone naar de New Orleans Pelicans trok.
In de drie daarop volgende seizoenen slaagde de club er niet in om de play-off's te halen.

## Resultaten
| Seizoen | Wins | Verlies | Play-offs   | Coach        |
| ------- | ---- | ------- | ----------- | ------------ |
| 2021/22 | 18   | 14      | kwartfinale | Ryan Pannone |
| 2022/23 | 11   | 21      |             | T.J. Saint   |
| 2023/24 | 15   | 19      |             | T.J. Saint   |
| 2024/25 | 12   | 22      |             | T.J. Saint   |
| 2025/26 |      |         |             |              |

## Bekende oudspelers
| - Kira Lewis Jr. |